# Amelora oenobreches
Espèce
Amelora oenobreches est une espèce de papillons de la famille des Géométridés.